# Свитино (Московская область)

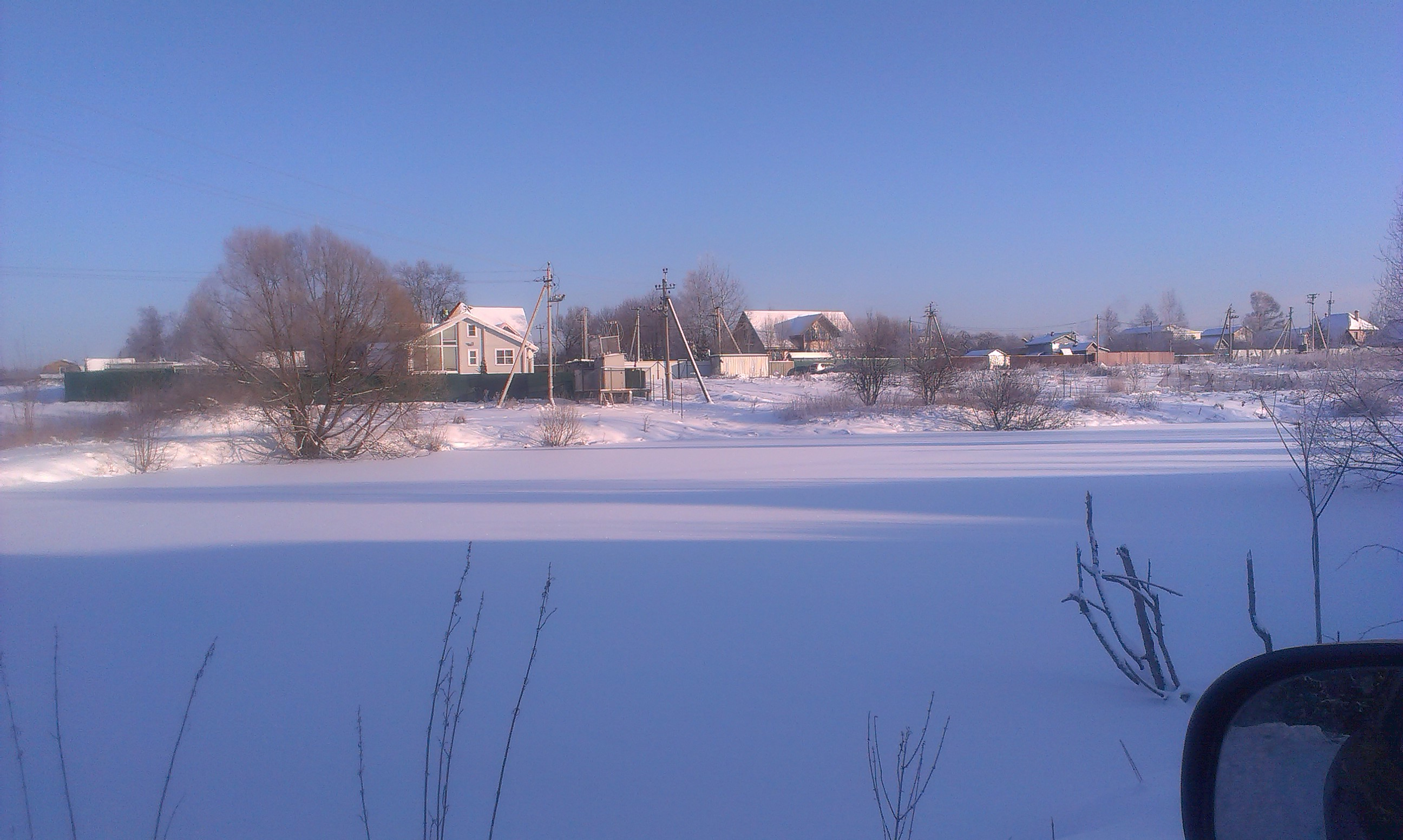
Свитино

Свитино — деревня в Наро-Фоминском районе Московской области, входит в состав городского поселения Селятино. Население — 25 чел. (2010), в деревне числятся 8 улиц, 7 аллей и 1 садовое товарищество. До 2006 года Свитино входило в состав Петровского сельского округа.
Деревня расположена на северо-востоке района, у истока впадающего справа в Десну безымянного ручья, примерно в 20 километрах к северо-востоку от Наро-Фоминска, в 2 км южнее от окраины пгт Селятино, высота центра над уровнем моря 205 м. Ближайшие населённые пункты — Сырьево в 2 км на юго-запад и Софьино в 1,5 км на северо-запад.

## Население
| 2002 | 2006 | 2010 |
| ---- | ---- | ---- |
| 7    | ↘5   | ↗25  |